# Tổng thống Gruzia
Tổng thống Gruzia (tiếng Gruzia: საქართველოს პრეზიდენტი, đã Latinh hoá: sakartvelos p'rezident'i) là nguyên thủ quốc gia theo hiến pháp Gruzia cũng như tổng tư lệnh tối cao của Lực lượng Quốc phòng. Họ đại diện cho Gruzia trong quan hệ đối ngoại. Hiến pháp định nghĩa văn phòng tổng thống là "người bảo đảm sự thống nhất và độc lập dân tộc của đất nước".
Vai trò của tổng thống chủ yếu là theo nghi lễ giống như trong nhiều nền dân chủ nghị viện khác. Trên thực tế, Thủ tướng là người đứng đầu chính phủ và là lãnh đạo chính trị đất nước. Chức vụ được giới thiệu lần đầu tiên bởi Hội đồng tối cao Cộng hòa Gruzia vào ngày 14 tháng 4 năm 1991, năm ngày sau tuyên bố độc lập của Georgia khỏi Liên Xô. Từ năm 2024, Hiến pháp quy định Tổng thống chỉ phục vụ một nhiệm kỳ 5 năm và tái cử 1 lần.

## Danh sách tổng thống Gruzia
| STT | Tên (Sinh–Mất)                      | Chân dung                        | Nhiệm kỳ                         | Bắt đầu nhiệm kỳ                                                       | Kết thúc nhiệm kỳ                | Đảng phái                                                   |
| --- | ----------------------------------- | -------------------------------- | -------------------------------- | ---------------------------------------------------------------------- | -------------------------------- | ----------------------------------------------------------- |
| 1   | Zviad Gamsakhurdia (1939–1993)      |                                  | 1                                | 14 tháng 4 năm 1991 (Chưa chính thức) 26 tháng 5 năm 1991 (Chính thức) | 6 tháng 1 năm 1992 (Bị lật đổ)   | Đảng Tự do                                                  |
| 2   | Eduard Shevardnadze (1928–2014)     |                                  | 1                                | 26 tháng 11 năm 1995 (Chính thức)                                      | 30 tháng 4 năm 2000              | Liên minh Công dân Gruzia                                   |
| 2   | Eduard Shevardnadze (1928–2014)     | 30 tháng 4 năm 2000 (Chính thức) | 23 tháng 11 năm 2003 (Bị lật đổ) |                                                                        |                                  | Liên minh Công dân Gruzia                                   |
| —   | Nino Burjanadze (sinh 1964) (quyền) |                                  |                                  | 23 tháng 11 năm 2003                                                   | 25 tháng 1 năm 2004              | Phong trào Quốc gia                                         |
| 3   | Mikheil Saakashvili (sinh 1967)     |                                  | 1                                | 25 tháng 1 năm 2004 (Chính thức)                                       | 25 tháng 11 năm 2007 (Đảo chính) | Phong trào Quốc gia                                         |
| —   | Nino Burjanadze (sinh 1964) (quyền) |                                  |                                  | 25 tháng 11 năm 2007                                                   | 20 tháng 1 năm 2008              | Phong trào Quốc gia                                         |
| (3) | Mikheil Saakashvili (sinh 1967)     |                                  | 2                                | 20 tháng 1 năm 2008 (Chính thức)                                       | 17 tháng 11 năm 2013             | Phong trào Quốc gia                                         |
| 4   | Giorgi Margvelashvili (sinh 1969)   |                                  | 1                                | 17 tháng 11 năm 2013 (Chính thức)                                      | 16 tháng 12 năm 2018             | Độc lập (gia nhập đảng Giấc mơ Gruzia từ tháng 12 năm 2013) |
| 5   | Salome Zourabichvili (sinh 1952)    |                                  | 1                                | 16 tháng 12 năm 2018 (Chính thức)                                      | 29 tháng 12 năm 2024             | Độc lập (gia nhập đảng Giấc mơ Gruzia)                      |
| 6   | Mikheil Kavelashvili (sinh 1971)    |                                  | 1                                | 29 tháng 12 năm 2024                                                   | nay                              | Độc lập (gia nhập đãng Quyền lực nhân dân)                  |